# حسين محمد ناصر
حسين محمد ناصر صحافي وشاعر يمني ولد عام 1957م في مدينة جعار بمحافظة أبين. درس الابتدائية والإعدادية في جعار والثانوية العامة في زنجبار، وتخرّج منها عام 1976م، وكان من قيادات النشاط الطلابي والحزبي والسياسي في أبين في تلك الفترة.

## نشاطه السياسي
شغل مناصب عديدة خلال مسيرة حياته منها: 
- نائبًا لمدير الدائرة السياسية بالتربية والتعليم في محافظة ابين أبين.
- مديرًا لقسم الإعلام الحزبي بسكرتارية الحزب الإشتراكي اليمني في أبين.
- تدرج في لمناصب الحزبية في الحزب الاشتراكي اليمني.
- في العام 1995 انضم لحزب المؤتمر الشعبي العام وتولى رئاسة تحرير صحيفة أبين الصادرة باسم فرع المؤتمر في المحافظة.[1]

## النشاط الإعلامي والثقافي
- بدأ حياته الصحفية مراسلا لعدد من الصحف الفنية والثقافية والسياسية في عدن، وعمل مراسلاً لصحيفة 14 أكتوبر.
- عمل مديرا لفرع وكالة أنباء عدن في أبين عام 1986م.
- عمل نائبا لمدير مكتب الثقافة أبين عام 1987م.
- عمل مديرا لمكتب الثقافة بأبين منذ 1997م وحتى تاريخ وفاته.
- كتب المئات من المقالات والتحقيقات والاستطلاعات الصحفية كما أجرى العشرات من المقابلات الصحفية مع لفيف من الشخصيات السياسية والأدبية الهامة.
- أسس ورأس فرع نقابة الصحفيين في أبين منذ التأسيس في منتصف السبعينيات وحتى وفاته.
- من مؤسسي فرع اتحاد الأدباء والكتاب اليمنيين في أبين وعضو اللجنة التحضيرية لتأسيس الفرع.
- شغل عضوية المجلس المركزي لمنظمة الصحفيين قبل الوحدة وعضوية مجلس نقابة الصحفيين اليمنيين.
- له مساهمات شعرية عديدة وألف كلمات عدد من الأغاني والأوبريتات التي قدمتها الفرقة الفنية التابعة لمكتب الثقافة بأبين وبعض الفنانين.
- أعاد إصدار صحيفة (الجديد) عام 1983م، ورأس تحريرها حتى توقفها.
- رأس العديد من الوفود الثقافية إلى الخارج (طاجكستان – العراق – مصر – قطر)، كان آخرها في أغسطس 2012م إلى مصر بمهرجان (الأوبرا).
- له كتاب بعنوان «الشاعر والاديب عبد الله ابوبكر التوي .. . خاف نسقط ونا سير ..قصائد ... قصص ... مقالات».[2][3][4]

## وفاته
توفي يوم الأحد 3 يوليو 2016 في مسقط راسة بمدينة جعار.